# Јован Таронит (севаст)
Јован Таронит ( грч. Ἰωάννης Ταρωνίτης  , рођен ца. 1067) био је византијски аристократа који је служио као гувернер на Балкану под својим ујаком, царем Алексијем I Комнином .

## Биографија
Јованов отац, паниперсеваст Михаило Таронит, припадао је аристократској породици Таронита, породици кнежевског јерменског порекла из Тарона. У периоду 1061–1063 оженио се Маријом Комнином, најстаријом ћерком мега доместика Јована Комнина и Ане Даласене, и најстаријом сестром цара Алексија I Комнина (р. 1081–1118).    Јован је био најстарији син пара, и вероватно је рођен око. 1067. 
Негде непознатог датума, вероватно 1092/3, Јован је био војни намесник ( дукс ) Скопља, на шта указује његова преписка са Теофилактом Охридским .   У лето 1094. његов отац је отпуштен и прогнан због умешаности у заверу Нићифора Диогена против цара Алексија I,   али изгледа да та афера није утицала на Јованов положај и каријеру.  У јесен те године, када је цар Алексије I кренуо у поход против Кумана у Тракији, поверена му је одбрана Берое и околине заједно са Нићифором Мелисеном и Георигијем Палеологом .   Године 1094/5. учествовао је на синоду у палати Влахерна, где је осуђен Лав Халкидонски. Појављује се на листи учесника са високом титулом севаста, на укупно петом месту.  
Јован се затим појављује у документу из 1102. на положају цивилног гувернера ( претора ) и главног фискалног службеника ( анаграфеја ) комбинованих тема Тракије, Македоније, Болерона, Стримона и Солуна .  
Године 1104. његов рођак по оцу, Григорије Таронит, гувернер Халдије, побунио се против цара Алексија I у Трапезунту . Цар је слао многа писма да убеди Григорија да се покори, али је овај одговорио увредама, па је цар Алексије I 1105/6. године послао Јована на челу војске да се обрачуна са њим. Сазнавши за то, Григорије је кренуо у унутрашњост у Колонеју, одакле је намеравао да закључи савез са Данцима из Себастеје . Јован је послао своје франачке плаћенике против побуњеника и успео је да га ухвати пре него што је стигао до града.   Јован је вратио свог рођака заробљеног у Цариград . Тамо је цар Алексије I прво намеравао да ослепи Григорија — уобичајену казну за побуну  — али га је Јован одвратио, који је молио за помиловање за свог рођака. Уместо тога, Григоријева коса и брада су обријани, и он је парадирао улицама Цариграда пре него што је бачен у затвор Анемас .  
Јован након тога нестаје из извора, али је могуће да је идентичан Јовану Тарониту, пансеваст севаст, дикаиодотес и Епарху града, који су присуствовали синоду 1147.   Не зна се да ли је био је ожењен и да ли је имао деце. 